# Európai Liberális, Demokrata és Reformpárt Képviselőcsoportja
Az Európai Liberális, Demokrata és Reformpárt Képviselőcsoportja (angolul: European Liberal Democrat and Reform Party Group, franciául: Groupe du parti européen des libéraux, démocrates et réformateurs) egy liberális-centrista politikai csoport volt az Európai Parlamentben 1976 és 2004 között.

## Története
Az ELDR elődjét Liberálisok és Szövetségesek Csoportja néven alapították 1953. június 23-án. 1976-ban Liberálisok és Demokraták Képviselőcsoportra, 1985. december 13-án Liberális és Demokrata Reformista Csoportra, majd 1994. július 19-én Európai Liberális Demokrata és Reformpárt Képviselőcsoportra módosították a frakció nevét, hogy az megfeleljen az azonos nevű európai politikai pártnak.
2004. július 20-án feloszlatták, amikor létrehozták a Liberálisok és Demokraták Szövetsége Európáért Csoportot (ALDE).

## Elnökök
- 1979–1984: Martin Bangemann, Németország (FDP)
- 1984–1989: Simone Veil, Franciaország (UDF)
- 1989–1991: Valéry Giscard d’Estaing, Franciaország (UDF-PR)
- 1992–1994: Yves Galland, Franciaország (UDF-Radikális Párt)
- 1994–1998: Gijs de Vries, Hollandia (VVD)
- 1998–2002: Pat Cox, Írország (független)
- 2001–2004: Graham Watson, Egyesült Királyság (LD)

## Tagok

### 1. Európai Parlament (1979–1984)
| Ország                     | Párt                                          | Képviselők száma |
| -------------------------- | --------------------------------------------- | ---------------- |
| Belgium                    | Liberális Reformista Párt                     | 2 / 24           |
| Belgium                    | Szabadság és Haladás Pártja                   | 2 / 24           |
| Dánia                      | Venstre                                       | 3 / 16           |
| Franciaország              | Szövetség a Francia Demokráciáért             | 17 / 81          |
| Hollandia                  | Néppárt a Szabadságért és Demokráciáért (VVD) | 4 / 25           |
| Írország                   | Független                                     | 1 / 15           |
| Luxemburg                  | Demokrata Párt                                | 2 / 6            |
| NSZK                       | Német Szabaddemokrata Párt                    | 4 / 81           |
| Olaszország                | Olasz Liberális Párt                          | 3 / 81           |
| Olaszország                | Olasz Republikánus Párt                       | 2 / 81           |
| Európai Gazdasági Közösség | Összesen                                      | 40 / 410         |

### 2. Európai Parlament (1984–1989)
| Ország                     | Párt                                                  | Képviselők száma |
| -------------------------- | ----------------------------------------------------- | ---------------- |
| Belgium                    | Liberális Reformista Párt                             | 3 / 24           |
| Belgium                    | Szabadság és Haladás Pártja                           | 2 / 24           |
| Dánia                      | Venstre                                               | 2 / 16           |
| Franciaország              | Szövetség a Francia Demokráciáért (Republikánus Párt) | 6 / 81           |
| Franciaország              | Szövetség a Francia Demokráciáért                     | 5 / 81           |
| Franciaország              | Szövetség a Francia Demokráciáért (Radikális Párt)    | 1 / 81           |
| Hollandia                  | Néppárt a Szabadságért és Demokráciáért (VVD)         | 5 / 25           |
| Írország                   | Független                                             | 1 / 15           |
| Luxemburg                  | Demokrata Párt                                        | 1 / 6            |
| Olaszország                | Olasz Liberális Párt                                  | 3 / 81           |
| Olaszország                | Olasz Republikánus Párt                               | 2 / 81           |
| Európai Gazdasági Közösség | Összesen                                              | 31 / 434         |

### 3. Európai Parlament (1989–1994)
| Ország                     | Párt                                          | Képviselők száma |
| -------------------------- | --------------------------------------------- | ---------------- |
| Belgium                    | Szabadság és Haladás Pártja                   | 3 / 25           |
| Belgium                    | Reformista Mozgalom                           | 3 / 25           |
| Dánia                      | Venstre                                       | 3 / 16           |
| Franciaország              | Szövetség a Francia Demokráciáért             | 12 / 81          |
| Hollandia                  | Néppárt a Szabadságért és Demokráciáért (VVD) | 3 / 25           |
| Írország                   | Progresszív Demokraták                        | 1 / 15           |
| Írország                   | Független                                     | 1 / 15           |
| Luxemburg                  | Demokrata Párt                                | 1 / 6            |
| NSZK                       | Német Szabaddemokrata Párt                    | 4 / 81           |
| Olaszország                | Olasz Republikánus Párt                       | 3 / 81           |
| Portugália                 | Szociáldemokrata Párt                         | 9 / 24           |
| Spanyolország              | Demokratikus és Szociális Központ             | 5 / 60           |
| Spanyolország              | Konvergencia és Unió                          | 1 / 60           |
| Európai Gazdasági Közösség | Összesen                                      | 49 / 518         |

### 4. Európai Parlament (1994–1999)
| Ország             | Párt                                          | Képviselők száma |
| ------------------ | --------------------------------------------- | ---------------- |
| Belgium            | Nyitott Flamand Liberálisok és Demokraták     | 3 / 25           |
| Belgium            | Reformista Mozgalom                           | 2 / 25           |
| Belgium            | Reformista Mozgalom                           | 1 / 25           |
| Dánia              | Venstre                                       | 4 / 16           |
| Dánia              | Dán Szociálliberális Párt                     | 1 / 16           |
| Egyesült Királyság | Liberális Demokraták                          | 2 / 87           |
| Franciaország      | Szövetség a Francia Demokráciáért             | 1 / 87           |
| Hollandia          | Néppárt a Szabadságért és Demokráciáért (VVD) | 6 / 31           |
| Hollandia          | 66-os Demokraták                              | 4 / 31           |
| Írország           | Pat Cox (Független)                           | 1 / 15           |
| Luxemburg          | Demokrata Párt                                | 1 / 6            |
| Olaszország        | Északi Liga                                   | 6 / 87           |
| Olaszország        | Olasz Republikánus Párt                       | 1 / 87           |
| Spanyolország      | Konvergencia és Unió                          | 2 / 64           |
| Európai Unió       | Összesen                                      | 35 / 567         |

### 5. Európai Parlament (1999–2004)
| Ország             | Párt                                          | Képviselők száma |
| ------------------ | --------------------------------------------- | ---------------- |
| Belgium            | Nyitott Flamand Liberálisok és Demokraták     | 3 / 25           |
| Belgium            | Reformista Mozgalom                           | 2 / 25           |
| Belgium            | Reformista Mozgalom                           | 1 / 25           |
| Dánia              | Venstre                                       | 5 / 16           |
| Dánia              | Dán Szociálliberális Párt                     | 1 / 16           |
| Egyesült Királyság | Liberális Demokraták                          | 10 / 87          |
| Finnország         | Centrumpárt                                   | 4 / 15           |
| Finnország         | Finnországi Svéd Néppárt                      | 1 / 15           |
| Hollandia          | Néppárt a Szabadságért és Demokráciáért (VVD) | 6 / 31           |
| Hollandia          | 66-os Demokraták                              | 2 / 31           |
| Írország           | Pat Cox (Független)                           | 1 / 15           |
| Luxemburg          | Demokrata Párt                                | 1 / 6            |
| Olaszország        | A Demokraták                                  | 6 / 87           |
| Olaszország        | Olasz Republikánus Párt                       | 1 / 87           |
| Spanyolország      | Konvergencia és Unió                          | 2 / 63           |
| Spanyolország      | Európai Koalíció: KK                          | 1 / 63           |
| Svédország         | Liberálisok                                   | 3 / 22           |
| Svédország         | Centrum Párt                                  | 1 / 22           |
| Európai Unió       | Összesen                                      | 50 / 626         |